# Antonio Eugenio Visconti
Antonio Eugenio Visconti (ur. 17 czerwca 1713 w Mediolanie, zm. 4 marca 1788 w Rzymie) – dyplomata papieski z XVIII wieku, nuncjusz apostolski w Polsce w okresie od 22 lutego 1760 do 20 marca 1766, kardynał.

## Życiorys
Jego sekretarzem był ksiądz Kajetan Ghigiotti, którego potem (1764) skaptował król Stanisław August Poniatowski. W roku 1766 został nuncjuszem w Wiedniu, jednak dotarł tam dopiero w 1767 roku i przebywał tam do października 1774 roku. W 1771 roku został mianowany kardynałem in pectore; nominację ogłoszono dopiero dwa lata później. Uczestniczył w Konklawe 1774–1775. W kwietniu 1775 otrzymał tytuł prezbitera Santa Croce in Gerusalemme. Od 1782 roku był prefektem Kongregacji Odpustów i Świętych Relikwii.